# Backspacer
Backspacer är det nionde studioalbumet av den amerikanska rockgruppen Pearl Jam. Albumet släpptes den 20 september 2009. Det producerades av Brendan O'Brien, som gruppen senast arbetat med på Yield från 1998.

## Låtlista
Sida ett
1. Gonna See My Friend - 2:47
2. Got Some - 3:01
3. The Fixer - 2:57
4. Johnny Guitar - 2:49
5. Just Breathe - 3:34
6. Amongst the Waves - 3:57

Sida två
1. Unthought Known - 4:08
2. Supersonic - 2:38
3. Speed of Sound - 3:34
4. Force of Nature - 4:03
5. The End - 2:55

## Medverkande
- Jeff Ament - Bas
- Stone Gossard - Gitarr
- Mike McCready - Gitarr
- Eddie Vedder - Gitarr, sång
- Matt Cameron - Trummor, slagverk